# 1429 en santé et médecine
| Années de la santé et de la médecine : 1426 - 1427 - 1428 - 1429 - 1430 - 1431 - 1432    |
| Décennies de la santé et de la médecine : 1390 - 1400 - 1410 - 1420 - 1430 - 1440 - 1450 |

Cet article présente les faits marquants de l'année 1429 en santé et médecine.

## Événements
- 8 mars : fondation à Rome, par le pape Martin V de l'Universitas Aromatorium Urbis, devenue l'actuel Nobile collegio chimico farmaceutico (it) (« collège de chimie pharmaceutique[1] »).
- 9 octobre : fondation par Jean Galleran, échevin, de l'aumônerie de Notre-Dame-des-Halles à Saint-Jean-d'Angély, en Saintonge[2].
- L'hôtel-Dieu de Pont-de-Vaux, en Bresse, attesté dès 1390 et qui est à l'origine du centre hospitalier actuel, est transféré de la porte Sud au centre de la ville et prend le nom d'hôpital royal et militaire[3].
- Le concile de Paris enjoint aux médecins d'avertir assez tôt les malades gravement atteints pour qu'ils puissent songer à se confesser[4].

## Publication
- Heinrich Laufenberg (de)[5] (1391-99 – 1460) rédige son Régime de santé[6], traité en vers de diététique et de médecine astrologiques qui jouira d'une grande popularité jusqu'à la fin du XVIIe siècle[7].

## Personnalité
- 1401-1429 : fl. Guillaume, médecin pensionnaire de la ville de Cambrai[8].

## Décès
- Vers 1429 : Alonso Chirino (es) (né vers 1365), médecin des rois de Castille Henri III et Jean II, auteur entre 1411 et 1417 de deux traités de médecine intitulés Espejo de la Medicina (« Miroir de la médecine ») et Menor daño de la Medicina (« Moindre mal de la médecine[9],[10]»).